# اليزابيث جونسون
اليزابيث جونسون (بالإنجليزية: Elizabeth Johnson)‏ (و. 1721 – 1800 م) هي عالمة فلك
توفيت عن عمر يناهز 79 عاماً.